# Fakó rétgomba
A fakó rétgomba (Agrocybe putaminum) a harmatgombafélék családjába tartozó, Európában és Észak-Amerikában honos, lombos erdőkben élő, nem ehető gombafaj.

## Megjelenése
A fakó rétgomba kalapja 2-7 (9) cm széles, fiatalon félgömb alakú, majd domborúvá kiterül, közepén széles púppal. Színe egyöntetűen okkerbarnás, halványbarnás. Felülete száraz, finoman bársonyos vagy matt. Szélén nincsenek vélummaradványok.
Húsa rostos, halványbarnás. Szaga gyenge, lisztre vagy kakaóra emlékeztet; íze lisztes vagy kesernyés. 
Nagyon sűrű lemezei szélesen a tönkhöz nőttek. Színük eleinte okkersárgás, később rozsda-olív, végül sötét okkerbarnás. 
Tönkje 5–8 cm magas és 1–1,5 cm vastag. Színe okkerbarnás, sárgásbarnás. Felszíne hosszában bordás, végig finoman barnásan lisztes. Tövéhez gyakran fehéres, gyökérszerű micéliumzsinór kapcsolódik.
Spórapora rozsdabarna. Spórája nagyjából elliptikus, sima, vastag falú, mérete 10–12 x 5–9 μm. 

### Hasonló fajok
A tavaszi rétgomba, a bársonyos rétgomba vagy a domború harmatgomba hasonlít hozzá.

## Elterjedése és termőhelye
Európában és Észak-Amerikában honos. Magyarországon ritka.
Lombos- és vegyes erdőkben, parkokban él, a korhadó növényi maradványokat bontja. Júniustól augusztusig terem.

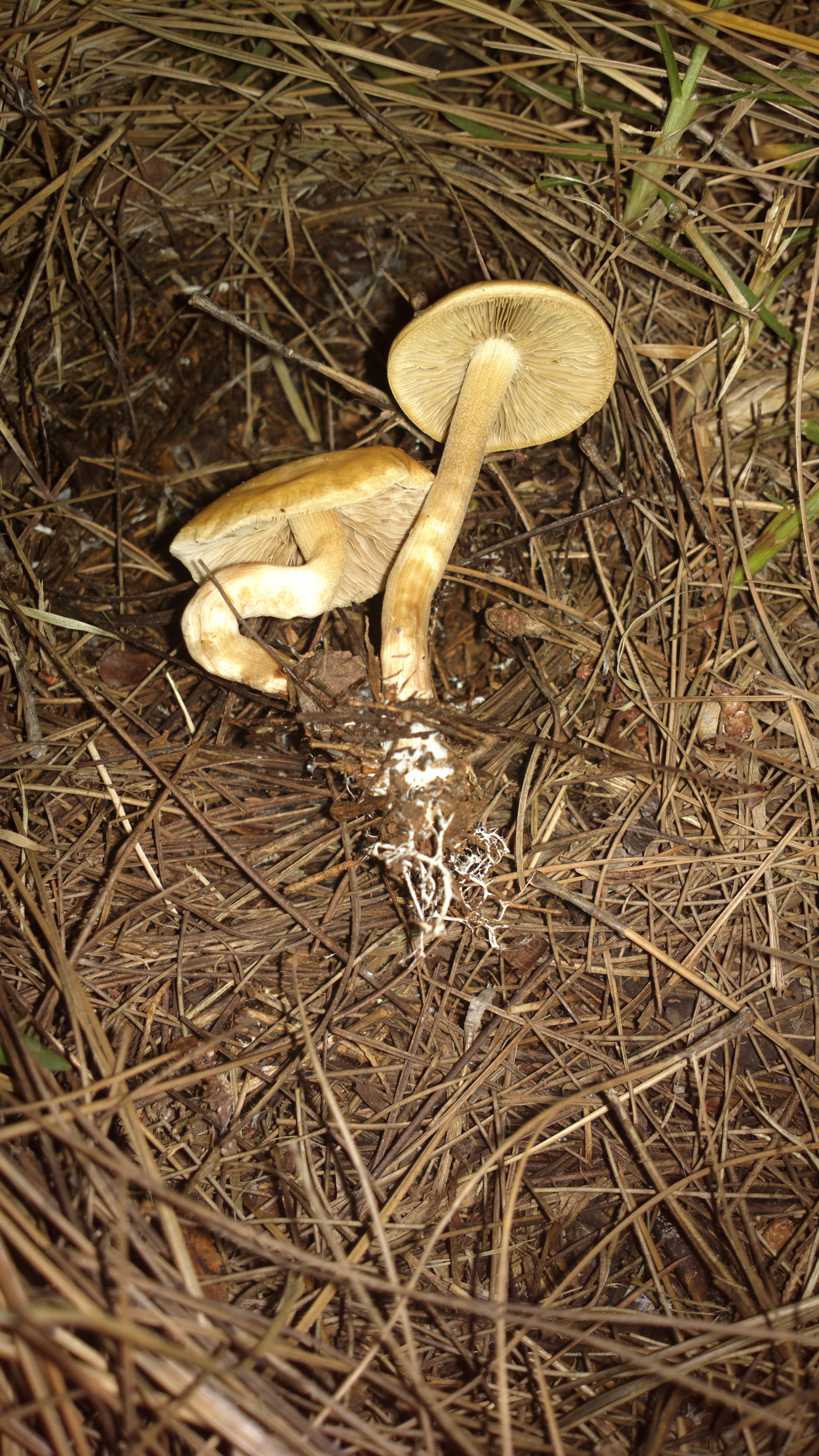
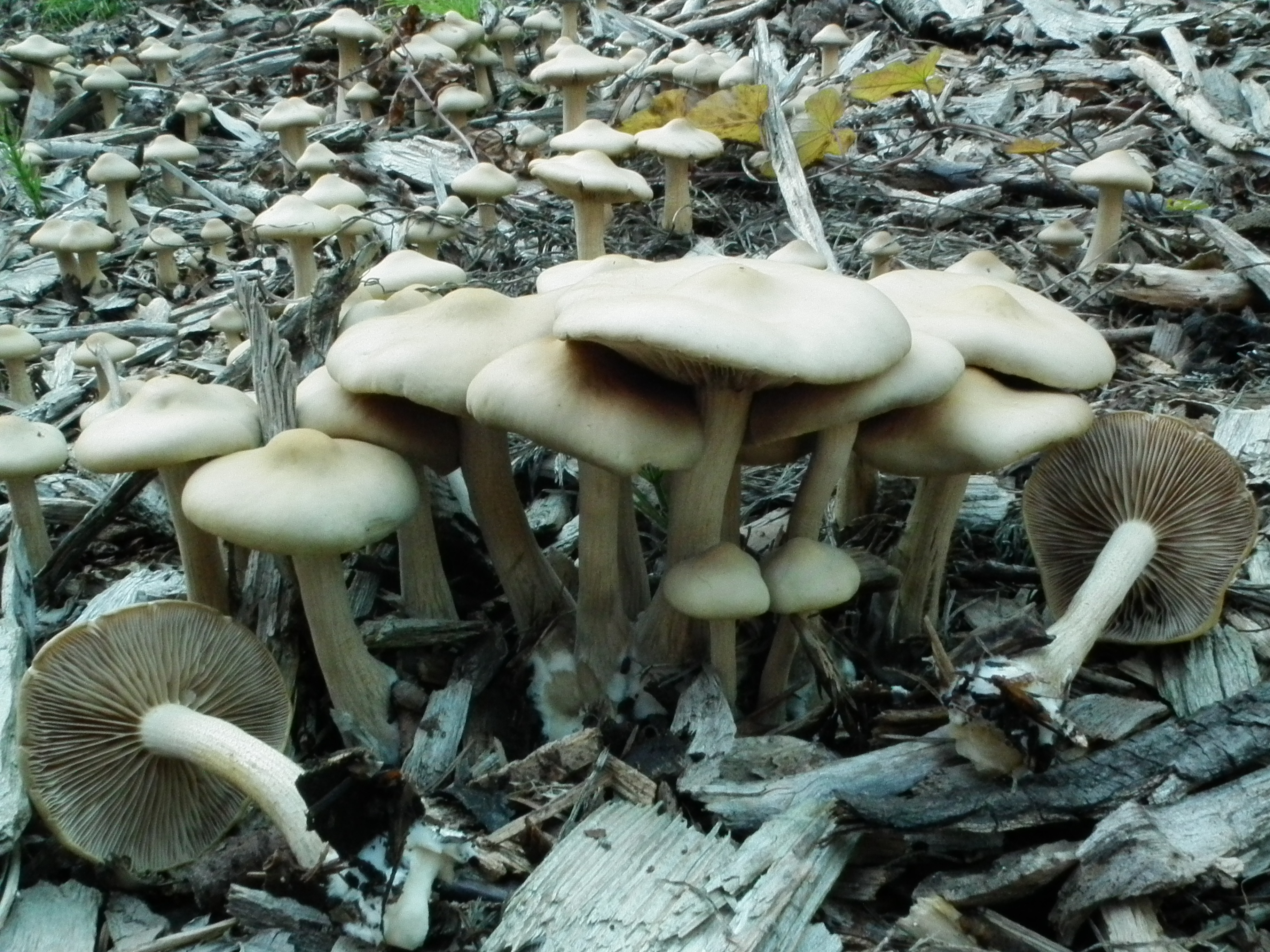
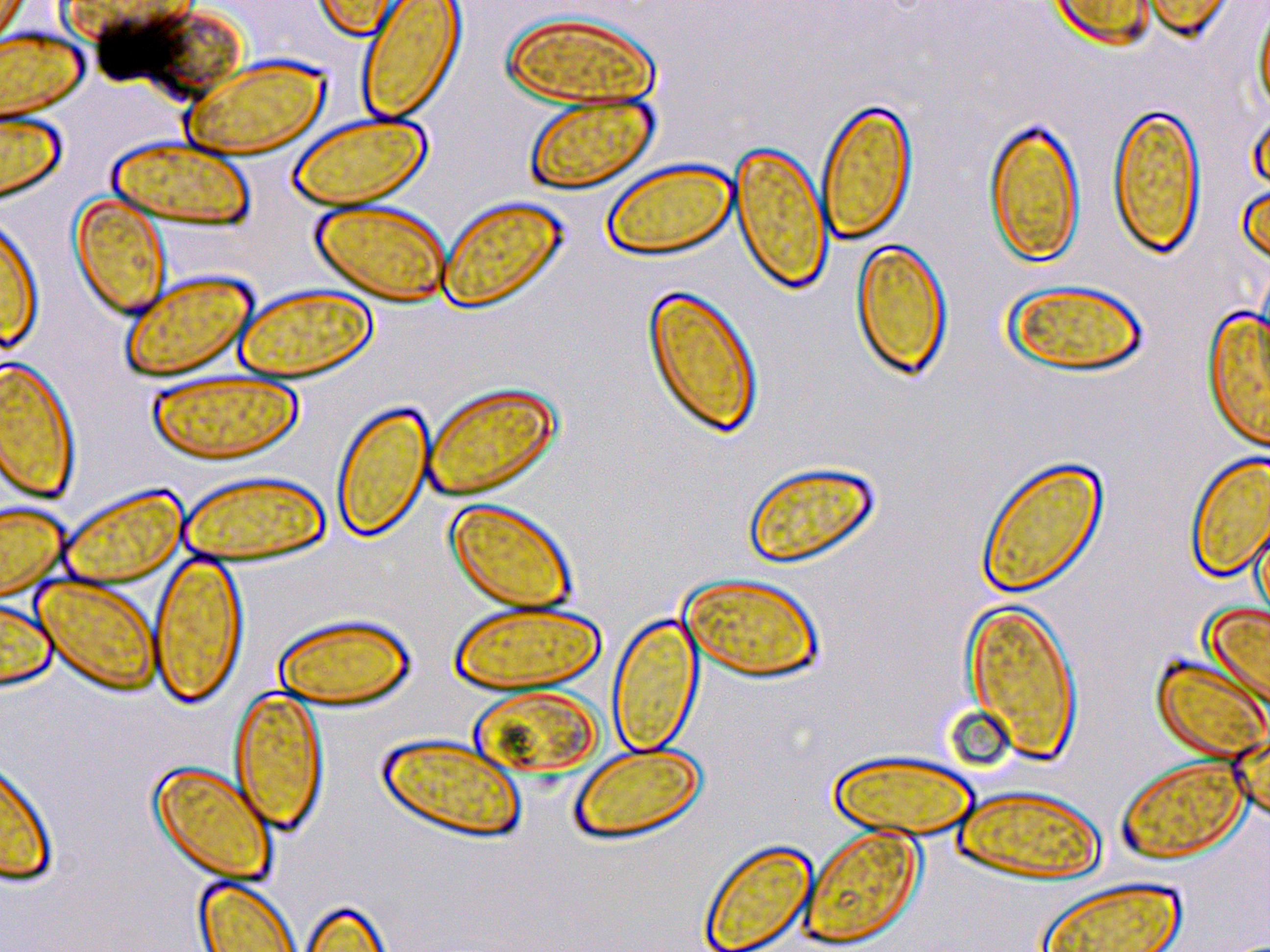

Nem ehető. 